# Lake City (Florida)
Lake City è una città degli Stati Uniti d'America situata in Florida, nella Contea di Columbia, della quale è anche il capoluogo.